# فوكس 4
فوكس 4 (بالإنجليزية: Vox 4)‏ هو هاتف ذكي يعمل بنظام أندرويد، تم طرحه في الأسواق في 4 أكتوبر 2010.

## الخصائص
- نظام التشغيل: أندرويد
- الكاميرا الأمامية: VGA camera
- الكاميرا الخلفية: HD camera
- الشاشة: شاشة لمس
- الوزن: 170 غرام
- الذاكرة: 1 جيجابايت